# بوب ريدلي
بوب ريدلي (بالإنجليزية: Bob Ridley)‏ هو لاعب كرة قدم بريطاني، ولد في 30 مايو 1942. لعب مع نادي بورتسموث.